# Eublemma thermella
Eublemma thermella är en fjärilsart som beskrevs av Embrik Strand 1917. Eublemma thermella ingår i släktet Eublemma och familjen nattflyn. Inga underarter finns listade i Catalogue of Life.